# Луций Фурий Камил (консул 349 пр.н.е.)
Вижте пояснителната страница за други личности с името Луций Фурий Камил.
Луций Фурий Камил (на латински: Lucius Furius Camillus) е римски диктатор, син на Марк Фурий Камил.
През 350 пр.н.е. е диктатор с началник на конницата Публий Корнелий Сципион. През 349 пр.н.е. е консул с Апий Клавдий Крас Инрегиленсис, който умира същата година по време на подготовката за война срещу галите. Камил сам командва войската против галите, а неговият претор Луций Пинарий Ната през същата година се справя с пиратите при бреговете на Лацио.